# Marga Mulya (Sinar Peninjauan)
Marga Mulya is een bestuurslaag in het regentschap Ogan Komering Ulu van de provincie Zuid-Sumatra, Indonesië. Marga Mulya telt 2156 inwoners (volkstelling 2010).